# Zeche Kleine Windmühle
Die Zeche Kleine Windmühle war ein Steinkohlenbergwerk im Sprockhöveler Stadtteil Obersprockhövel, es befand sich auf dem Sirrenberg. Das Bergwerk ist bereits im 18. Jahrhundert entstanden, war aber erst seit der Mitte des 19. Jahrhunderts in Betrieb.

## Geschichte

### Die Anfänge
Am 17. April des Jahres 1841 wurde ein Längenfeld verliehen. Im Anschluss an die Verleihung wurde das Grubenfeld durch den Munkerts Stolln gelöst. Im Jahr 1858 war das Bergwerk nachweislich in Betrieb. Im Jahr 1863 war das Bergwerk zunächst noch in Betrieb, wurde aber im Laufe des Jahres in Fristen gelegt. Danach war das Bergwerk mehrere Jahrzehnte außer Betrieb. 1912 erhielt die Zeche einen normalspurigen Gleisanschluss an die Kleinbahn Bossel–Blankenstein.  Im Jahr 1919 wurde ein Pachtvertrag mit der Gewerkschaft Herkules VII aus Remscheid-Lennep geschlossen. Im Dezember desselben Jahres wurde das Bergwerk durch die Gewerkschaft Herkules VII wieder in Betrieb genommen. Die Berechtsame umfasste zu diesem Zeitpunkt ein Geviertfeld und eine nicht näher bezifferte Anzahl (mehrere) von Längenfeldern. Es wurde begonnen, zwei tonnlägige Schächte (Hauptschacht und Wetterschacht) abzuteufen. Der Hauptschacht reichte bis ins Flöz Neuflöz, der Wetterschacht bis ins Flöz Wasserbank. Die Lösung des Bergwerks erfolgte zu diesem Zeitpunkt durch den Dreckbänker Erbstollen.

### Die weiteren Jahre
Im Jahr 1920 erreichten die beiden tonnlägigen Schächte eine flache Teufe von 120 Metern. Es wurde ein Durchschlag mit dem Munkerts Stolln erstellt, der die Wasserableitung aus dem Grubenfeld sicherstellen sollte. Bei einer seigeren Teufe von 40 Metern wurde die Wettersohle angesetzt und mit der Förderung begonnen. Im Jahr 1921 erreichten beide Schächte eine flache Teufe von 200 Metern (160 m seiger). Bei einer flachen Teufe von 110 Metern wurde die 1. Sohle angesetzt. Im Herbst des Jahres 1922 wurde der Pachtvertrag mit der Gewerkschaft Herkules VII wieder aufgelöst. Im Jahr darauf hatte das Baufeld eine Abmessung von 4000 Metern streichend und 1000 Metern querschlägig. Am 5. Mai des Jahres 1924 wurde der Betrieb eingestellt. Das Bergwerk wurde für einige Zeit stillgelegt. Am 4. November des Jahres 1926 wurde das Bergwerk wieder in Betrieb genommen. Im selben Jahr wurde begonnen, die 2. Sohle im Unterwerksbau auszurichten. Der tonnlägige Hauptschacht wurde bis zu einer flachen Teufe von 220 Metern geteuft. Im Jahr 1927 wurde bei einer flachen Teufe von 220 Metern die 2. Sohle angesetzt. In diesem Jahr erwarben die VEW die Kuxenmehrheit des Bergwerks. Im Jahr 1929 wurde ein Bremsberg erstellt, dieser diente gleichzeitig als Ansatzpunkt für die 3. Sohle. Am 10. September des Jahres 1930 wurde die Zeche Kleine Windmühle stillgelegt. Im Jahr 1932 wurde das Bergwerk durch die Zeche Gottessegen erworben, später ging die Berechtsame an die Zeche Alte Haase.

## Förderung und Belegschaft
Auf dem Bergwerk wurden ausschließlich Esskohlen gefördert. Die ersten Belegschaftszahlen stammen aus dem Jahr 1919, es waren 15 Bergleute auf dem Bergwerk angelegt. Die ersten Förderzahlen stammen aus dem Jahr 1920, in diesem Jahr wurde von 90 Beschäftigten eine Förderung von annähernd 8000 Tonnen Steinkohle erbracht. Im Jahr 1922 wurden von 223 Mitarbeitern insgesamt 26.821 Tonnen Steinkohle gefördert. Im Jahr 1926 wurden 9435 Tonnen Steinkohle gefördert, diese Förderung wurde von 32 Bergleuten erbracht. Im Jahr 1927 wurde von 173 Beschäftigten eine Förderung von 50.062 Tonnen Steinkohle erbracht. Die maximale Förderung wurde im Jahr 1929 erbracht. In diesem Jahr wurden mit 178 Mitarbeitern 58.956 Tonnen Steinkohle gefördert. Die letzten bekannten Belegschafts- und Förderzahlen des Bergwerks stammen aus dem Jahr 1930, mit 157 Beschäftigten wurden 45.632 Tonnen Steinkohle gefördert.

## Kleinzeche Kleine Windmühle
Nach dem Zweiten Weltkrieg wurde auf dem Grubenfeld der Zeche Kleine Windmühle eine Kleinzeche mit demselben Namen betrieben. Der Besitzer dieser Stollenzeche war die Gewerkschaft Angelus. Die Wiederinbetriebnahme erfolgte am 22. April des Jahres 1947. Im selben Jahr ging der tonnlägige Hauptschacht wieder in Förderung. Am 31. Juli des Jahres 1949 wurde diese Kleinzeche stillgelegt.

## Heutiger Zustand

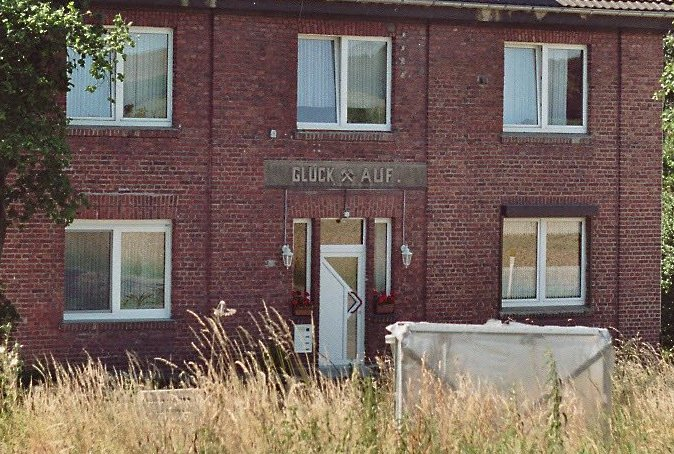
Die Inschrift über der Eingangstür

Von der Zeche Kleine Windmühle ist noch das ehemalige Verwaltungsgebäude vorhanden. Das Gebäude trägt die Relief-Inschrift Gewerkschaft Kleine Windmühle. Über der Eingangstür steht als Inschrift der Bergmannsgruß Glück auf. Das Gebäude befindet sich in Obersprockhövel an der Straße Zur Windmühle. Außerdem sind noch unterhalb des Gebäudes Reste der Verladeanlage an der Kleinbahn vorhanden.